# 조지 (후한)
조지(棗祗, ? ~ ?)는 후한 말기의 관료로, 예주 영천군 장사현(長社縣) 사람이다. 본래 성씨는 극(棘)이었으나, 선조가 난리를 피하여 조(棗)로 고쳤다.

## 사적
동탁 토벌에 참가하여 여러 곳을 정벌하였다. 기주목 원소가 불러들였으나, 연주목 조조의 밑으로 가 동아령(東阿令)에 임명되었다.
흥평 원년(194년), 진류태수 장막이 진궁의 진언에 따라 조조를 배반하여 연주의 대부분을 장악하였다. 그러나 견성(鄄城)·범(范)·동아 3개현은 저항을 계속하였고, 조지는 동아의 관료와 백성들을 이끌고 수비를 견고히 하였다. 진궁은 몸소 병력을 이끌고 동아를 치려 하였으나, 정욱이 창정진(倉亭津)을 차단하였기 때문에 행군이 늦춰졌고 결국 동아 공격은 실패하였다.
건안 원년(196년), 우림감(羽林監) 조지는 한호 등과 함께 조조에게 둔전제를 시행할 것을 건의하였다. 처음에 조조는 이를 주저하였으나, 조지가 강력히 주장하자 그를 둔전교위(屯田校尉)에 임명하여 실행하도록 하였다. 그 결과 현저한 성과를 거두었고, 이후 전농중랑장(典農中郞將) 임준의 주도로 둔전제는 대대적으로 전개되어 조조 진영의 군사력 강화에 크게 공헌하였다.
그러나 조지는 일찍 죽었다. 사후 조조는 조지를 태수에 추증하였고, 마땅히 열후에 봉해주어야 하였으나 그러지 못했기 때문에 아들 조처중(棗處中)에게 작위와 영지를 내려 아버지의 뒤를 잇게 하였다.
손자 조거(棗據)는 서진에서 기주자사를 지냈으며, 조거의 아들 조숭(棗嵩)은 산기상시(散騎常侍)를 지냈고 재능과 명성이 있었다. 조숭의 형 조전(棗腆)은 양양태수를 지냈고, 문채가 있었다.